# Helena Syrkus
Helena Syrkus (14 tháng 5 năm 1900 - 19 tháng 11 năm 1982) là kiến trúc sư, nhà quy hoạch đô thị và nhà giáo dục người Ba Lan.

## Cuộc đời và sự nghiệp
Helena Syrkus sinh ra tại Warszawa. Từ năm 1918 đến năm 1923, bà theo học kiến trúc tại Học viện Kỹ thuật Warszawa. Năm 1922, bà đổi họ của mình thành Niemirowska. Bà là thành viên của Đại hội kiến trúc hiện đại quốc tế (Congrès Internationaux d'Architecture Moderne, CIAM) và là phó chủ tịch từ năm 1945 đến năm 1954. Năm 1950, bà bắt đầu giảng dạy về kiến trúc tại Học viện Kỹ thuật Ba Lan.
Bà là biên tập viên của Hiến chương Athens (một bản tài liệu năm 1933 viết về quy hoạch đô thị).
Bà kết hôn với Szymon Syrkus vào năm 1925.
Trong thập niên 1930, Syrkus và chồng đã phát triển dự án nhà ở Na Rakowcu cho công nhân. Sau Chiến tranh thế giới thứ hai, bà đã lên kế hoạch tái thiết thành phố Warszawa. Bà cùng chồng lập dự án phát triển khu đất Na Kole ở Warszawa (nơi có 10.000 cư dân) từ năm 1948 đến năm 1952.
Bà là thành viên của Đảng Công nhân Ba Lan năm 1944 và Đảng Công nhân Thống nhất Ba Lan năm 1948.
Syrkus qua đời tại thủ đô Warszawa, Ba Lan, hưởng thọ 82 tuổi.

## Một số tác phẩm
Sách do Helena Syrkus viết: 
- Ku Idi osiedla społecznego ("Hướng tới ý tưởng về bất động sản xã hội") (1976)
- Społeczne cele urbanzacji ("Mục tiêu xã hội của quy hoạch thành phố") (1984).[8]